# Кломпе
Кломпе су врста обуће направљене делимично или у потпуности од дрвета. Користе се широм света, њихови облици могу да варирају у зависности од културе, али често остају непромењени вековима унутар културе.
Традиционалне кломпе остају у употреби као заштитна обућа у пољопривреди и неким фабрикама и рудницима. Иако се понекад негативно повезују са јефтином и фолклорном обућом фармера и радничке класе, неке врсте се данас сматрају модном одећом, као што су шведска träskor или јапанска geta.
Кломпе се такође користе у неколико различитих стилова плеса, где је важна карактеристика звук који производе на поду. Тај плес је један од корена степ плеса - степовања, али са ципелама за степ, делови могу слободно да кликну један о други и производе другачији звук од кломпи.

## Врсте
Оксфордски речник енглеског језика  дефинише кломпу као „дебео комад дрвета“, а касније и као „над-ципелу са дрвеним ђоном“ и „ципелу са дебелим дрвеним ђоном“.
Велшки традиционални произвођач кломпи Трефор Овен идентификовао је три главне врсте кломпи: кломпе са дрвеним горњим делом, кломпе са дрвеним ђоном и заштитнеOvershoes. 
- Кломпе са дрвеним горњим делом; праве се тако што се издубљује комад пуног дрвета да би се направио комбиновани горњи и доњи део. Могу се видети две главне варијанте:
  - кломпе за цела стопала; где дрвени горњи део покрива цело стопало до скоро скочног зглоба, као што је позната холандска кломпа. Познате су и као "дрвене ципеле". Кломпе за цела стопала могу пружити довољну заштиту да се користе као заштитна обућа без додатних појачања.
  - полуотворене кломпе; где се дрвени горњи део пружа преко прстију или нешто даље, као што су белгијске Sabots. Полуотворене кломпе могу имати додатни покривач или траке за причвршћивање од тканине или коже.
- Кломпе са дрвеним ђоном; користите дрво само за ђон. Кломпе са дрвеним ђоном постоје са разним горњим деловима:
  - комплетан горњи део направљен од коже или сличног материјала, као што су енглеске кломпе. За већу заштиту, могу имати челичне капице и/или челична ојачања на доњој страни ђона
  - горњи део типа отворених сандала. На пример, јапанске geta
  - горњи део са клиновима за прсте. На пример, индијска paduka
- Overshoes су дрвени ђонови са каишевима дизајнирани за ношење преко друге обуће ради заштите. Кломпе у овом стилу се више не користе. Међутим, деривати каљача су уобичајени широм света.

## Савијање стопала
Пошто су првенствено направљене од дрвета, кломпе се не могу савијати као што то чине мекше ципеле. Да би стопало могла да се савија напред, већина кломпи има дно прста закривљено нагоре.  Неки стилови кломпи имају "клипове", као што је шпанска albarca. Кломпа се окреће око предње ивице предњих "клипова". Неке јапанске и индијске кломпе имају "зубе" или веома високе клинове причвршћене за табане. Кломпа може да се окреће око предње ивице предњег „зуба“ док корисник корача напред. Неке средњовековне кломпе биле су у два дела. Спајала их је кожна трака која је формирала шарку, омогућавајући тако да се ципела савије. 
- Пастир носи дебеле беле вунене чарапе и црне кожне папуче испод својих дрвених кломпи.
- Аlbarca има три клипа
- Geta ротира око предњег клипа.
- Тенгу Geta има само један зуб.

## Порекло и историја
Порекло дрвене обуће у Европи није тачно познато. De Boer-Olij помиње високе чизме са дебелим ђоном глумаца грчких трагедија у антици и ципеле које су носили римски војници.  Међутим, постоји могућност да су келтски и германски народи из јужне и северне Европе били упознати са неком врстом дрвеног покривача за стопала. Археолошки налази ових нису познати. Дрвена обућа је често завршила као огревно дрво. Најстарија сачувана дрвена обућа у Европи налази се у Амстердаму и Ротердаму у Холандији и датира из 1230. и 1280.  Ови налази изгледају веома слични дрвеним ципелама које се још увек носе у Холандији.

## Производња
С обзиром да је дрвена обућа била ручно рађен производ, облик обуће, као и процес производње показали су велику локалну и регионалну стилску разноликост. Почетком 20. века уведена је машински рађена дрвена обућа. После Другог светског рата, посебно, дрвене ципеле су нестале. Заменила их је модернија обућа од целе коже и синтетике. Тренутно се само такозване шведске кломпе (дрвени доњи део и кожни горњи део) још увек виде као трендовски модни предмет, често као женске чизме са високом потпетицом. Ипак, традиционална дрвена обућа је и даље популарна у неколико региона у Европи и у неким занимањима, због своје практичне употребе. Неке историјске локалне варијације су недавно замењене униформним националним моделима.

## Галерија
У наставку су представљене типичне кломпе из земаља у којима се налазе. Попут многих народних предмета, границе производње и употребе су регионалне и стога не прате увек у потпуности оне у савременим државама. Дакле, у неким земљама се могу наћи два или више различитих типова. Такође је могуће да се један тип може наћи у суседним земљама. На пример, данске, немачке, холандске, белгијске и кломпе из северозападне Француске изгледају прилично слично. 

### Традиционалне европске кломпе
- Белгијске кломпе
- Træsko из Данске
- Sabot из Француске
- Holzschuh из Немачке
- Кломпе обала Северног мора у сурфу; водоотпорне.
- Реконструкција венецијанске Chopine, према моделима из 1500. до 1600. Изложено у Музеју обуће у Лозани.
- Zoccolo из Италије
- Кломпе из Литваније
- Кломпе из Холандије
- Tamanco из Португала
- Астуријске мадрене из Шпаније
- Cantabrian albarcas из Шпаније
- Träskor из Шведске
- Zoggeli из Швајцарске
- Енглескеа кломпе из Уједињеног Краљевства

### Традиционалне азијске кломпе
- Tai-Ping чизме из Кине
- Paduka из Индије
- Индонезијске кломпе
- Geta из Јапана
- Okobo из Јапана
- Namaksin из Кореје
- Малезијске кломпе
- Bakya са Филипина
- Турске кломпе

## Модне кломпе
Током 1970-их и 1980-их, шведске кломпе су постале популарни модни додаци за оба пола. Обично су се носиле без чарапа и сматрале су се одговарајућом одећом за човека авангарде.
1980-их и 1990-их, кломпе засноване на шведским кломпама вратиле су се у моду за жене. Кломпе или сандале на платформи, често подигнуте на 6 или чак 8 инча тачно између ђона и улошка, носиле су се у многим западним земљама. Велики средњи слој је често био направљен од чврсте плуте, иако су неки били само од пластике са прекривеном плутом. Ђон је, најчешће, био од лагане гуме пешчане боје.
Године 2007. холандски дизајнери Виктор & Ролф представили су холандске кломпе на високим потпетицама на модној писти, са својом зимском колекцијом 2007/08.   Године 2010. шведске кломпе за жене поново су се вратиле у колекцију за пролеће/лето 2010. Шанел и Луј Витон. 

## Савремене кломпе
Савремене кломпе представљају заштитну, радну, анатомску, кожну, удобну обућу, коју користе многе професије које захтевају сигуран ход, дуготрајно стајање и ходање, у хотелијерству, угоститељству, трговини, медицинским службама и другим услужним делатностима и лакој индустрији. Праве се од перфориране коже која олакшава дисање стопала, са дрвеном термоизолацијском и апсорпцијском потплатом са гуменим зглобом, који омогућује боље пријањање и ход.
Дрвена база се поставља на полиуретанску подлогу, која апсорбује ударце при ходу и онемогућује клизање по воденим или глатким површинама. Кломпе су углавном затворене и дају пуну заштиту прстима. Код кломпи нема компликованих каишева па је обување и изување лако и без стреса и потребе да сагињањем.

## Музеји
- Bata Shoe Museum, Canada
- International Wooden Shoe Museum Eelde, Netherlands
- Bai Mi Wooden Clog Village, Taiwan[12]
- Clitheroe Castle Museum, Lancashire, UK